# International Primary Curriculum
Het International Primary Curriculum (IPC) is een internationaal onderwijscurriculum voor basisscholen. Het is onderdeel van een doorgaande leerlijn samen met de volgende curricula: IEYC (kleuters), Curriculum 10-14 (tienerscholen) en IMYC (onderbouw VO). Het IPC-onderwijs is verspreid over 92 landen wereldwijd en eigendom van het Britse International Curriculum Association (ICA).

## IPC in Nederland
Het IPC-curriculum wordt in Nederland aangeboden door Great Learning Nederland B.V. Er werken meer dan vierhonderd Nederlandse basisscholen met IPC. Het is een curriculum voor de zaakvakken. De focus op leren en het verkrijgen van vaardigheden is een van de kernpunten. Bij IPC kies je uit verschillende thema's. Elk thema behandelt meerdere vakken op een integrale manier. De leidraad voor leerlingen zijn de leercirkel en de leerdoelen. Die laatsten komen in de thema's terug en voldoen aan de eisen van het nationale curriculum in Nederland. Burgerschap is een belangrijk onderdeel van IPC. Kinderen werken aan persoonlijke competenties en leren doorlopend over verschillende perspectieven op de werkelijkheid. Denk aan lokaal, nationaal en globaal.
Het IPC-curriculum verkrijg je door een eenmalige aanschaf. Daaraan zijn implementatietrainingen verbonden. Scholen die met het curriculum werken zijn ook lid van Great Learning Nederland. Dankzij het lidmaatschap wordt de kwaliteit van het IPC-curriculum op peil en actueel gehouden. De lesmaterialen staan in een onlineomgeving, genaamd 'de Members' Lounge'.